# Smågårde naturskog
Smågårde naturskog är ett naturreservat i Tofta socken i Region Gotland på Gotland.
Området är naturskyddat sedan 2003 och är 6 hektar stort. Reservatet består av skogbeväxta flygsanddyner. 